# Võtikvere
Võtikvere är en ort i Estland. Den ligger i Torma kommun och landskapet Jõgevamaa, i den centrala delen av landet, 140 km sydost om huvudstaden Tallinn. Võtikvere ligger 53 meter över havet och antalet invånare är 106.
Terrängen runt Võtikvere är platt, och sluttar österut. Runt Võtikvere är det mycket glesbefolkat, med 6 invånare per kvadratkilometer. Närmaste större samhälle är Mustvee, 5,5 km öster om Võtikvere. I omgivningarna runt Võtikvere växer i huvudsak blandskog.